# Cantó de Meaux
El cantó de Meaux és una divisió administrativa francesa del departament de Sena i Marne, situat al districte de Meaux. Creat amb la reorganització cantonal del 2015.

## Municipis
1. Meaux